# Albiolo
Albiolo är en ort och kommun i provinsen Como i regionen Lombardiet i Italien. Kommunen hade 2 742 invånare (2018).